# Gran Hotel Kempinski Altos Tatras
El Gran Hotel Kempinski Altos Tatras es un hotel de cinco estrellas gestionado por Kempinski Hotels SA ubicada en las orillas del Strbske Pleso en los Altos Tatras, un sector montañoso del país europeo de Eslovaquia. 
El hotel fue inaugurado oficialmente en mayo de 2009 después de una inversión de 42 millones de euros con la reconstrucción de la antigua complejo spa casa Hviezdoslav. 
El gran Hotel Kempinski Altos Tatras ofrece 98 habitaciones y suites (incluyendo presidencial y una suite de luna de miel). También ofrece servicios de spa y bienestar personal.